# Punta Victoria
Punta Victoria ist eine Landspitze an der Westküste der Wiencke-Insel im westantarktischen Palmer-Archipel. Sie markiert die westliche Begrenzung der Einfahrt von der Gerlache-Straße in die Dorian Bay.
Chilenische Wissenschaftler benannten sie 1947. Der weitere Benennungshintergrund ist nicht überliefert.